# Tricarico
Tricarico község (comune) Olaszország Basilicata régiójában Matera megyében.

## Fekvése
A megye északi részén fekszik. Hozzátartozik Serra del Ponte, egy enklávé Potenza megye területén.

## Története
A város nevének eredete valószínűleg a görög treisz (jelentése három) és akrisz (jelentése csúcs) szavakból származik, ami a város természeti adottságaira utal (három dombra épült). Első írásos említése 849-ből származik, amikor a longobárd Salernói Hercegséghez tartozott. A 10. században rövid ideig a szaracénok birtokolták, majd 968-tól a Bizánci Birodalom fennhatósága alá került. 1048-ban a Dél-Itáliába érkező normannok hódították meg, akik uralkodása idején a vidék legjelentősebb érseksége lett, kiterjedt földbirtokokkal. A 15. században nagyszámú zsidó lakos telepedett le a városban.

## Népessége
A népesség számának alakulása:

## Főbb látnivalói
Tricarico fő látnivalója a középkori belvárosa, amelyben az arab, normann és egyéb dél-olaszországi építészeti stílusok ötvöződnek. 
- Santa Maria Assunta-katedrális
- Sant’Antonio da Padova-kolostor
- Santa Maria del Carmine-templom
- Santa Chiara-templom